# Авангард-2 (Краматорськ)
Футбо́льний клуб «Аванга́рд-2» — український футбольний клуб з міста Краматорська Донецької області. Фарм-клуб «Авангарду». У сезоні 2019/20 грав у другій лізі чемпіонату України з футболу. Домашній стадіон — «Прапор».

## Історія
Футбольний клуб «Авангард» прагне розвиватися, а, отже, інвестує в розвиток своєї зміни. Клубна команда U-19 вже пройшла бойове хрещення на обласному та всеукраїнському рівні — влітку 2019 року «Авангард» став срібним призером Юніорського чемпіонату України та фіналістом Кубку Донецької області.
Наступний крок — заявка резервної команди в другу лігу. Вона має дати путівку в великий футбол талановитій місцевій молоді, а також забезпечити ігровою практикою гравців, які або не проходять в стартовий склад основної команди, або відновлюються після травм.

## Статистика виступів
| Сезон   | Ліга      | М       | І  | В | Н | П  | ГЗ | ГП | О  | Кубок України  | Примітка |
| ------- | --------- | ------- | -- | - | - | -- | -- | -- | -- | -------------- | -------- |
| 2019/20 | Друга «Б» | 10 з 11 | 20 | 3 | 5 | 12 | 18 | 38 | 14 | не брав участі |          |

## Склад команди
Клуб мав спільну заявку на сезон із основною командою